# İslahiye
İslahiye – miasto w Turcji w prowincji Gaziantep.
Według danych na rok 2000 miasto zamieszkiwało 38 770 osób.